# Polymyces
Polymyces is een geslacht van neteldieren uit de klasse van de Anthozoa (bloemdieren).

## Soorten
- Polymyces fragilis (Pourtalès, 1868)
- Polymyces montereyensis (Durham, 1947)
- Polymyces wellsi Cairns, 1991